# Songs of Surrender
Songs of Surrender — сборник ирландской рок-группы U2, выпущенный 17 марта 2023 года на лейблах Island Records и Interscope Records. Пластинка была спродюсирована Эджем и включает в себя перезаписанные и переосмысленные версии 40 песен из всех альбомов группы, за исключением October (1981) и No Line on the Horizon (2009). Компиляция состоит из четырёх дисков каждый из которых назван в честь одного из участников коллектива.
Проект был задуман в качестве дополнения к мемуарам Боно Surrender: 40 Songs, One Story, выпущенным в ноябре 2022 года. В версии на аудиокниге каждая глава предварялась кратким отрывком перезаписанной песни U2, в честь которой она была названа. Во время промокампании книги Боно исполнил множество песен с этими новыми аранжировками. В том виде, как они будут представлены на альбоме. Хотя изначально предполагалось, что все 40 треков с Songs of Surrender будут соответствовать названиям глав книги, они не полностью совпадают друг с другом, а только 28 из них.

## Предыстория
Первая информация об альбоме появилась в июне 2021 года во время интервью басиста Адама Клейтона на радиостанции Sirius XM: «Мы экспериментируем с аранжировками некоторых песен из нашего каталога. Помещаем их в более акустическую среду. Эдж помешался на этом проекте Он сказал нам, давайте взглянем на эти песни и представим их в другом контексте. Так что мы много экспериментируем в этом направлении. Эдж меняет в них тональности, перенос на фортепиано и тому подобное». Клейтон добавил, что надеется на выпуск до конца 2021 года.
Название проекта было упомянуто в мемуарах Боно Surrender: 40 Songs, One Story, выпущенных в ноябре 2022 года, в разделе «After the After Words». Признав в книге, что он переписал некоторые из своих текстов, Боно отметил: «Во время карантина мы смогли переосмыслить сорок треков U2 для сборника Songs of Surrender, что предоставило мне возможность снова жить внутри этих песен, когда я писал мемуары. … Это также означало, что я мог заняться тем, что беспокоило меня в течение долгого времени. Текстами нескольких песен, которые, как мне всегда казалось, так и не были доделаны до конца. Теперь они приобрели законченный вид. (На мой взгляд)». В том же месяцу, в статье Washington Post посвященной группе (в преддверии вручения награды Кеннеди-центра), писатель Джефф Эдджерс отметил, что U2 записали «40 песен, фигурирующих в мемуарах, с новыми аранжировками», а релиз этого проекта намечен на начало 2023 года.

## Выпуск и продвижение
В январе 2023 года избранные члены фан-клуба U2 получили по почте фотокопии рукописного письма Эджа, в котором он анонсировал альбом. В верхней части письма было написано название сборника на азбуке Морзе. Примерно в то же время 40 песен группы были обновлены на Spotify. В них появился фрагмент видео, изображающим ту же надпись на азбуке Морзе. Фанаты расценили это как намёк на список композиций будущей пластинки. Анонс альбома состоялся 10 января 2023 года в виде видео-трейлера, на фоне которого звучала новая версия композиции «Beautiful Day». На следующий день диджей Дэйв Фэннинг представил новую версию песни «Pride (In the Name of Love)» в эфире радиостанции RTÉ 2fm.
17 марта, в день релиза альбома, на Disney+ будет выпущен специальный телевизионный выпуск под названием «Bono & The Edge: A Sort of Homecoming, With Dave Letterman». В программу, войдут документальные кадры о путешествии Боно и Эджа по их родному городу — Дублину — в компании телеведущего Дэвида Леттермана, а также концертное выступление музыкантов.

## Список композиций

### Полные версии сборника: цифровое и супер-делюксовое издания
Все тексты написаны Боно, за исключением отмеченных, вся музыка написана U2, за исключением отмеченных.
| №   | Название                                          | Оригинальный альбом                    | Длительность |
| --- | ------------------------------------------------- | -------------------------------------- | ------------ |
| 1.  | «One»                                             | Achtung Baby (1991)                    |              |
| 2.  | «Where the Streets Have No Name»                  | The Joshua Tree (1987)                 |              |
| 3.  | «Stories for Boys»                                | Boy (1980)                             |              |
| 4.  | «11 O’Clock Tick Tock»                            | неальбомный сингл (1980)               |              |
| 5.  | «Out of Control»                                  | Boy                                    |              |
| 6.  | «Beautiful Day»                                   | All That You Can’t Leave Behind (2000) |              |
| 7.  | «Bad»                                             | The Unforgettable Fire (1984)          |              |
| 8.  | «Every Breaking Wave» (текст: Боно, Эдж)          | Songs of Innocence (2014)              |              |
| 9.  | «Walk On (Ukraine)» (изменённая версия 2022 года) | All That You Can’t Leave Behind        |              |
| 10. | «Pride (In the Name of Love)»                     | The Unforgettable Fire                 | 3:57         |

| №   | Название                                                    | Оригинальный альбом                               | Длительность |
| --- | ----------------------------------------------------------- | ------------------------------------------------- | ------------ |
| 1.  | «Who's Gonna Ride Your Wild Horses»                         | Achtung Baby                                      |              |
| 2.  | «Get Out of Your Own Way»                                   | Songs of Experience (2017)                        |              |
| 3.  | «Stuck in a Moment You Can’t Get Out Of» (текст: Боно, Эдж) | All That You Can’t Leave Behind                   |              |
| 4.  | «Red Hill Mining Town»                                      | The Joshua Tree                                   |              |
| 5.  | «Ordinary Love» (музыка: U2, Брайан Бартон)                 | Саундтрек к фильму «Долгий путь к свободе» (2013) |              |
| 6.  | «Sometimes You Can’t Make It on Your Own»                   | How to Dismantle an Atomic Bomb (2004)            |              |
| 7.  | «Invisible»                                                 | Songs of Innocence deluxe edition                 |              |
| 8.  | «Dirty Day» (текст: Боно, Эдж)                              | Zooropa (1993)                                    |              |
| 9.  | «The Miracle (of Joey Ramone)»                              | Songs of Innocence                                |              |
| 10. | «City of Blinding Lights»                                   | How to Dismantle an Atomic Bomb                   |              |

| №   | Название                                         | Оригинальный альбом             | Длительность |
| --- | ------------------------------------------------ | ------------------------------- | ------------ |
| 1.  | «Vertigo» (текст: Боно, Эдж)                     | How to Dismantle an Atomic Bomb |              |
| 2.  | «I Still Haven’t Found What I’m Looking For»     | The Joshua Tree                 |              |
| 3.  | «Electrical Storm»                               | The Best of 1990–2000 (2002)    |              |
| 4.  | «The Fly»                                        | Achtung Baby                    |              |
| 5.  | «If God Will Send His Angels» (текст: Боно, Эдж) | Pop (1997)                      |              |
| 6.  | «Desire»                                         | Rattle and Hum (1988)           |              |
| 7.  | «Until the End of the World»                     | Achtung Baby                    |              |
| 8.  | «Song for Someone» (текст: Боно, Эдж)            | Songs of Innocence              |              |
| 9.  | «All I Want Is You»                              | Rattle and Hum                  |              |
| 10. | «Peace on Earth»                                 | All That You Can't Leave Behind |              |

| №   | Название                                                                            | Оригинальный альбом             | Длительность |
| --- | ----------------------------------------------------------------------------------- | ------------------------------- | ------------ |
| 1.  | «With or Without You»                                                               | The Joshua Tree                 |              |
| 2.  | «Stay (Faraway, So Close!)»                                                         | Zooropa                         |              |
| 3.  | «Sunday Bloody Sunday»                                                              | War (1983)                      |              |
| 4.  | «Lights of Home» (музыка: U2, Алана Хаим, Даниэль Хаим, Эсте Хаим, Ариэль Рехтшайд) | Songs of Experience             |              |
| 5.  | «Cedarwood Road» (текст: Боно, Эдж)                                                 | Songs of Innocence              |              |
| 6.  | «I Will Follow»                                                                     | Boy                             |              |
| 7.  | «Two Hearts Beat as One»                                                            | War                             |              |
| 8.  | «Miracle Drug» (текст: Боно, Эдж)                                                   | How to Dismantle an Atomic Bomb |              |
| 9.  | «The Little Things That Give You Away»                                              | Songs of Experience             |              |
| 10. | «40»                                                                                | War                             |              |